# Psycho (sencillo de Jun)
PSYCHO (pronúnciese «psáico») es el cuarto sencillo en formato digital del cantautor chino Jun (o Wen Junhui), integrante de Seventeen. Fue lanzado el 4 de julio de 2023 junto al video musical de la canción homónima.

## Antecedentes
El 29 de junio de 2023, la agencia Pledis Entertainment publicó en las redes oficiales de Seventeen, el primer adelanto del video musical, anunciando de esta forma el cuarto sencillo digital del artista. En el adelanto se pudo observar que este nuevo trabajo está vinculado con «LIMBO», su tercer sencillo digital publicado el 23 de septiembre de 2022, tratándose de una continuación de lo expuesto en el video musical de dicha canción.

## Descripción
«PSYCHO» es una canción de género hyperpop alternativo que crea una "atmósfera de ensueño" con un ritmo elegante e intensa interpretación de piano, según informó la agencia a través de los medios. Fue escrita por Jun, Glenn y PonyZhang, y compuesta por Jun, BuildingOwner y Glenn, con arreglos de BuildingOwner.
En una transmisión en vivo de Weibo ese mismo día, Jun comentó respecto a la duración de la canción que originalmente incluía un interludio de piano que junto a los otros compositores decidieron quitar porque les pareció que quedaría muy cargada, sin embargo, le pareció que la estructura quedaba muy aburrida e igualmente añadió algunas melodías de piano. También contó que para el estribillo final se inspiró en el de «CHEERS», canción interpretada por los líderes de Seventeen para el álbum reempaquetado Sector17, especialmente la parte de Woozi. 
Respecto al estilo y concepto de la canción, comentó que se inspiró en varias cosas como dibujos animados, dramas, y películas como Batman: El caballero de la noche, resaltando la escena en la que Guasón aparece.
Explicó que su intención es mostrar una "actitud" desde la perspectiva de un "Dios" omnisciente, que muestre que todos somos únicos y que no hay nadie igual en el mundo, por lo que debemos aceptar y amar nuestra singularidad. Comparó la letra con «Crow», la cual refleja la misma opinión pero desde una perspectiva diferente.

## Video musical
El video musical de «PSYCHO» fue producido y dirigido por el estudio MOSWANTD, quienes se encargaron previamente de «LIMBO» y también trabajaron con Seventeen en diverso contenido especial para Youtube. Tal como confirmó Jun en su vivo de Weibo, «PSYCHO» es una continuación y parte del "universo" de «LIMBO».